# 衛定公
衞定公（？—前577年），姬姓，名臧，為春秋諸侯國衞國君主之一，他為衞穆公兒子，承襲衞穆公擔任該國君主，在位期間為前588年-前577年（在位12年）。
| 前任： 衞穆公 | 春秋衞國君主 前588年-前577年 | 繼任： 衞獻公 |